# Corydalis jingyuanensis
Corydalis jingyuanensis är en vallmoväxtart som beskrevs av Cheng Yih Wu och H. Chuang. Corydalis jingyuanensis ingår i släktet nunneörter, och familjen vallmoväxter. Inga underarter finns listade i Catalogue of Life.